# Jill Stein

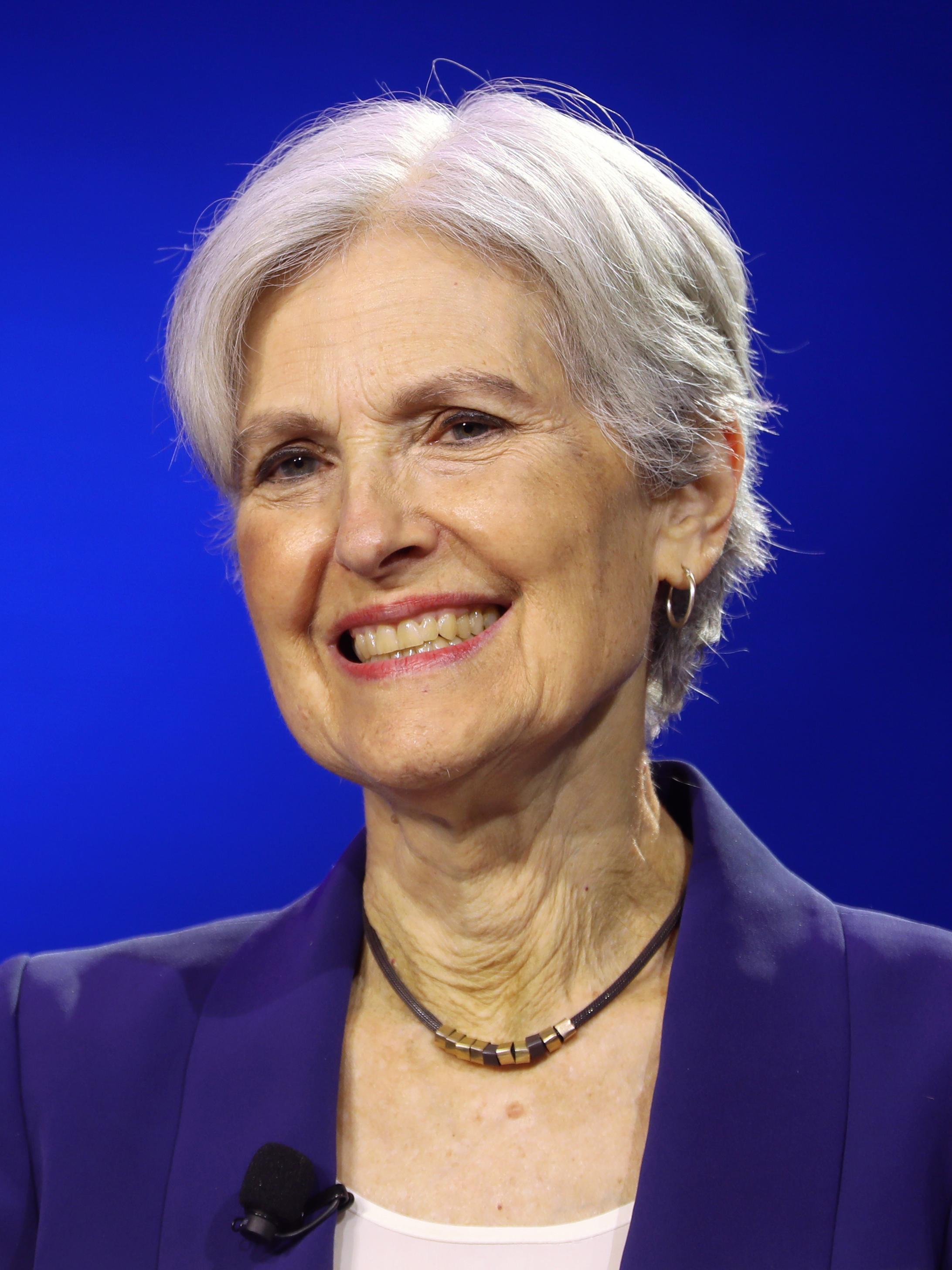
Jill Stein (2024)

Jill Ellen Stein (* 14. Mai 1950 in Chicago, Illinois) ist eine US-amerikanische Ärztin und Politikerin. 2012 kandidierte sie erstmals für die Präsidentschaft der Vereinigten Staaten. Als Kandidatin der Green Party wurde sie 2016 und 2024 erneut für die Wahl nominiert.

## Leben

### Herkunft und Ausbildung
Stein wurde in eine progressiv-jüdische Familie in Chicago geboren. Ihre Vorfahren väterlicher- und mütterlicherseits waren aufgrund von judenfeindlichen Pogromen im zaristischen Russland in die USA geflohen. Sie wuchs in Highland Park auf und besuchte anschließend das Harvard College und die Harvard Medical School. Letztere schloss sie 1979 mit der Note magna cum laude ab.

### Politische Karriere
Stein kandidierte mehrfach für die in Massachusetts ansässige Green-Rainbow Party. So trat sie 2002 bei der Wahl um das Amt des Gouverneurs von Massachusetts gegen Mitt Romney an und sie kandidierte 2004 für einen Sitz im Repräsentantenhaus von Massachusetts sowie zwei Jahre später für das Amt des Secretary of the Commonwealth. 2010 kandidierte sie zum zweiten Mal für das Amt des Gouverneurs, unterlag jedoch erneut, diesmal dem demokratischen Amtsinhaber Deval Patrick. 2012 und 2024 wurde sie von der Green Party of the United States als Präsidentschaftskandidatin aufgestellt. Ihre Kandidatin als Vize war 2012 Cheri Honkala. Beim Versuch, an der zweiten Fernsehdebatte zwischen Barack Obama und Mitt Romney teilzunehmen, wurde sie am 16. Oktober 2012 festgenommen mit der Begründung, sie habe vor dem Gebäude den Verkehr blockiert.
Im Februar 2015 gab Stein bekannt, dass sie 2016 erneut für das Präsidentenamt der USA antreten werde. Ihr Running Mate wurde diesmal Ajamu Baraka. Stein gab ihre Kandidatur im russischen Auslandssender RT America bekannt und war dort anlässlich des zehnten Geburtstags von RT Ehrengast Wladimir Putins. RT America sendete mehr als hundert Beiträge, um ihre Position zu unterstützen. Die Agentur für Internet-Forschung in Sankt Petersburg machte Wahlwerbung für Jill Stein. Im September 2016 besuchte Stein die Protestbewegung gegen die Dakota Access Pipeline bei Standing Rock. Am 6. September 2016 wurde ein Video veröffentlicht, das Jill Stein dabei zeigt, wie sie eine politische Botschaft auf einen der Bulldozer sprühte. Daraufhin erließ das Morton County Sheriff’s Department in North Dakota einen Haftbefehl gegen sie.
Bei der Präsidentschaftswahl von November 2016 erhielten sie und ihr running mate Ajamu Baraka nach vorläufigen Angaben etwa 1,45 Millionen Stimmen (Anteil: 1,06 %).
Ende November beantragte Stein eine offizielle Nachzählung der Stimmen im Bundesstaat Wisconsin. Computer-Experten hatten die dort verwendeten Wahlautomaten kritisiert; sie seien äußerst anfällig für Hackerangriffe (in anderen Bundesstaaten wie z. B. in Kalifornien dürfen Wahlautomaten nicht benutzt werden). Die unterlegene Hillary Clinton hatte im Vergleich zum republikanischen Wahlsieger Donald Trump in Stimmbezirken, in denen Wahlmaschinen benutzt wurden, signifikant schlechter abgeschnitten als in Wahllokalen, in denen handgeschriebene Stimmzettel verwendet wurden. Die Neuauszählung kam wie erforderlich vor dem 13. Dezember 2016 zum Abschluss, erbrachte gegenüber dem ursprünglichen Ergebnis jedoch nur geringfügige Abweichungen und bestätigte Trumps Erfolg. Stein, die ihre Kampagne weitgehend mit Spenden im Internet finanziert hatte, wollte auch in den Staaten Pennsylvania und Michigan Neuauszählungen herbeiführen. In Michigan wurde eine bereits begonnene Zählung am 9. Dezember 2016 durch den Supreme Court gestoppt. In Pennsylvania zog Stein ihren Antrag wegen zu hoher Kosten zurück; sie scheiterte anschließend mit dem Versuch, eine erneute Auszählung per Gerichtsbeschluss zu erzwingen.
Im November 2023 kündigte sie ihre erneute Kandidatur für die aufkommende Präsidentschaftswahl im November 2024 an.

## Privatleben
Stein ist mit dem Arzt Richard Rohrer verheiratet. Das Paar hat zwei Söhne, Ben und Noah, und lebt in Lexington, Massachusetts.

## Positionen
Jill Stein kritisiert das Zweiparteiensystem in den USA als undemokratisch. Durch den Ausschluss aus Debatten und Medienberichten würden oppositionelle Stimmen und Parteien schon im Vorhinein eliminiert. Stein setzt sich außerdem für eine umweltfreundlichere Politik ein und will erneuerbare Energien in den USA ausbauen. Sie bestreitet, dass eine Reform des Energiesystems Arbeitsplätze zerstören und der Wirtschaft schaden würde. Sie will Energiegewinnung aus Fracking, Ölsand, Offshore-Bohrungen beenden und Uran-Minen stilllegen.
Des Weiteren setzt sie sich für eine starke Mittelklasse ein. Dazu möchte sie ein „Recht auf Arbeit“ einführen, das einen Mindestlohn von 15 Dollar pro Stunde einschließt. Sie sieht kontinuierliche Bildung als Schlüssel zu einer beruflich erfolgreichen Nation und will deswegen, ähnlich wie Bernie Sanders, Bildung an Universitäten kostenlos anbieten und Studentenkredite („student debts“) abschaffen. Stein setzt sich für die Legalisierung von Marihuana ein, ebenso für den Schutz von Minderheiten wie LGBT-Menschen und indigenen Völkern. Innenpolitisch fordert sie, „nicht-verfassungskonforme Spionage und Überwachung“ wie auch die Verfolgung von Whistleblowern einzustellen. Sie will das Gefangenenlager Guantanamo schließen lassen. Außerdem soll die Polizei „demilitarisiert“ werden; unabhängige Ermittler sollten sich nachhaltig mit dem Problem Polizeigewalt befassen.
Stein spricht sich für einen Waffenstillstand hinsichtlich des Krieges in Gaza seit 2023 aus und beschuldigt Israel eines Genozids, während sie die Bemühungen Netanjahus für eine Befreiung der israelischen Geiseln als ungenügend sieht. Stein sagt, dass „alle Länder ein Existenzrecht haben, aber sie haben nicht das Recht zu morden und Frauen und Kinder zu massakrieren.“ Sie solidarisiert sich u. a. mit den palästinensischen Flüchtlingen mit dem Tragen der Kufiya oder der Partizipation an pro-palästinensischen Kundgebungen und bezieht sich wiederholt auf ihre jüdische Identität.